# Salento
 For alternative betydninger, se Salento (flertydig). (Se også artikler, som begynder med Salento)
Salento (Salentu i Salentino-dialekten, Σαλέντο i Salentino Griko-dialekten) er en geografisk og historisk region i den sydlige ende af den administrative region Apulien i det sydlige Italien. Det er en sub-halvø af italienske halvø, nogle gange beskrevet som "hælen" i den italienske "støvle". Den omfatter hele det administrative område i provinsen Lecce, en stor del af provinsen Brindisi og en del af Taranto .
Halvøen er også kendt som Terra d'Otranto og tidligere Sallentina. I oldtiden blev det også kaldt Calabrien eller Messapia.

## Historie
Messapia (fra græsk Μεσσαπία ) var det antikke navn på en region i Italien svarende stort set til moderne Salento. Den blev i klassisk tid hovedsageligt beboet af Messapii.

## Geografi
Salento-halvøen består af kalksten, der adskiller Tarantobugten mod vest fra Otrantostrædet mod øst med Adriaterhavet mod nord og Det Joniske Hav mod syd. Den er også kendt som "halvøen salentina"; fra et geomorfologisk synspunkt omfatter den landegrænserne mellem Det Joniske Hav og Adriaterhavet til "Messapic-tærsklen", en depression, der løber langs linjen Taranto - Ostuni og adskiller den fra Murge.
Den grænser til:
- Taranto, i provinsen Taranto
- Pilone, i området Ostuni, i provinsen Brindisi
- Santa Maria di Leuca, i provinsen Lecce .

## Transport
De nærmeste internationale lufthavne er Brindisi og Bari (sidstnævnte er uden for Salento, men ikke langt).
En 2-sporet motorvej forbinder Salento med Bari. Hovedbanen slutter ved Lecce . Andre steder betjenes af regionale jernbaner.
Fritidshavne er de af: Taranto, Brindisi, Campomarino di Maruggios turist- og fritidsbådehavn, Gallipoli, Santa Maria di Leuca og Otranto.

## Kysttårne
Kysttårnene i Salento er kystvagttårne, da halvøens kyst længe var udsat for angreb fra Saracenere . De første tårne er muligvis bygget af normannere . De resterende historiske tårne er hovedsageligt fra det 15. og 16. århundrede. Mange er nu i ruiner.